# Saint-Eutrope, Charente
Saint-Eutrope är en kommun i departementet Charente i regionen Nouvelle-Aquitaine i västra Frankrike. Kommunen ligger  i kantonen Montmoreau-Saint-Cybard som ligger i arrondissementet Angoulême. År 2018 hade Saint-Eutrope 168 invånare.

## Befolkningsutveckling
Antalet invånare i kommunen Saint-Eutrope
Referens:INSEE